# Зембжус-Великий
Зембжус-Великий (пол. Zembrzus Wielki) — село в Польщі, у гміні Черниці-Борові Пшасниського повіту Мазовецького воєводства.
Населення — 92 особи (2011).
У 1975-1998 роках село належало до Цехановського воєводства.

## Демографія
Демографічна структура станом на 31 березня 2011 року:
|          | Загалом | Допрацездатний вік | Працездатний вік | Постпрацездатний вік |
| -------- | ------- | ------------------ | ---------------- | -------------------- |
| Чоловіки | 45      | 7                  | 33               | 5                    |
| Жінки    | 47      | 13                 | 23               | 11                   |
| Разом    | 92      | 20                 | 56               | 16                   |